# Wild Life
Wild Life is een nummer van de Amerikaanse band OneRepublic uit 2020. Het is de zesde single van hun vijfde studioalbum Human.
"Wild Life" gaat over leven zonder pijn en worstelingen, en met liefde en vreugde over wat de volgende dag gaat komen. Het nummer is geïnspireerd en geschreven voor de Disney+-film Clouds. De film vertelt het verhaal van singer-songwriter Zach Sobiech, een muzikaal begaafde 17-jarige die leefde met zeldzame botkanker, en overleed in 2013.
Het nummer wist geen hitlijsten te bereiken in Amerika. Ook in het Nederlandse taalgebied behaalde de plaat de hitparades niet.

## Tracklist
- Muziekdownload

1. "Wild Life" - 4:27